# Márcio Vieira
Márcio Vieira de Vasconcelos, född 10 oktober 1984 i Andorra la Vella, är en andorransk fotbollsspelare. Han spelar för närvarande för den spanska fotbollsklubben Atlético Monzón och Andorras fotbollslandslag. Han har spelat näst flest landskamper för Andorra, endast överträffad av Ildefons Lima.